# Polymixis mucida
Polymixis mucida là một loài bướm đêm trong họ Noctuidae.